# Madman Muntz
Earl William "Madman" Muntz (3 de enero de 1914-21 de junio de 1987) fue un empresario e ingeniero estadounidense que vendió y promocionó la venta de automóviles y de electrodomésticos en los Estados Unidos desde la década de 1930 hasta su muerte en 1987.
Fue un pionero en anuncios de televisión con su excéntrico personaje "Madman" - un alter ego que en la publicidad sorprendió e innovó con sus trajes inusuales, acrobacias, y parafernálicos anuncios. Muntz también fue pionero en equipos de sonido para automóviles mediante la creación de la Muntz Estéreo-Pak, más conocido como el cartucho de 4 pistas, un predecesor en el cartucho de 8 pistas desarrollado por Industrias Lear.
Inventó la práctica que fue conocida como Muntzing, que implicó la simplificación de complicados dispositivos electrónicos. Después de su éxito como vendedor de automóviles usados y con la concesionaria Kaiser-Frazer en Los Ángeles y Nueva York, Muntz fundó la Muntz Car Company, que creando el "Muntz Jet", un automóvil deportivo. El auto fue fabricado entre 1951 y 1953, aunque no se llegaron a producir más de 400 unidades.
Se le da crédito como creador de la abreviatura "TV" para referirse a la televisión, aunque el término había sido usado anteriormente en algunos jingles de llamada para estaciones como WCBS-TV. Un desertor de secundaria, Muntz hizo fortuna vendiendo automóviles, receptores de televisión, y estéreos y cintas para automóviles. Un artículo de 1968 de Los Angeles Times señaló que en un año, Muntz vendió automóviles por un valor total de $72 millones de dólares, que 5 años después vendió $55 millones de dólares en receptores de televisión, y que en 1967 vendió $30 millones de dólares en radios de coches y cintas.
Muntz se casó 7 veces. Entre sus esposas destacaron la actriz Joan Barton, Patricia Stevens y Phyllis Diller. Además, fue amigo de celebridades tales como la cantante Rudy Vallee, el comediante Jerry Colonna, el actor Bert Lahr, el presentador de televisión Dick Clark y el actor Gene Autry.

## Inicios de su carrera: 1922-1953
Desde edad temprana Muntz tuvo fascinación por la electrónica. Construyó su primera radio a los 8 años de edad y construyó otra para el auto de sus padres a los 14 años. Durante la Gran Depresión, a los 15 años, abandonó la escuela Elgin High para trabajar en la ferretería de sus padres en Elgin, Illinois.

## Ventas de automóviles
En 1934, Muntz abrió su primer negocio de compra/vent de automóviles usados, en Elgin, con una línea $500 de crédito. Solo tenía 20 años de edad, y su madre tuvo que firmar los papeles de venta de autos, ya que jurídicamente era demasiado joven para cerrar sus acuerdos.
Durante unas vacaciones en California, Muntz descubrió que los autos usados se venden allí a precios mucho más altos; así que se mudó a California a los 26 años de edad para abrir un negocio de autos usados en Glendale.
Por una corazonada, compró para luegorevender 13 vehículos nuevos en el que el volante estaba a la derecha. Estos vehículos habían sido construidos para clientes en Asia, pero no pudieron ser entregados debido a la Segunda Guerra Mundial. Un automóvil Lincoln había sido un encargo para Chiang Kai-shek. Los periódicos locales publicaron artículos sobre los coches inusuales, y Muntz los vendió en menos de dos semanas, todavía en sus cajas de embalaje original. Muntz pronto abrió un segundo negocio de autos en Los Ángeles y cerró el que tenía en Elgin.
Muntz rechazó la opinión común de ese entonces de que los vendedores de autos usados proyectaban una imagen formal. Él se dio cuenta de las posibilidades de generar publicidad con trucos extraños, y desarrollo una persona, llamada "Madman" como resultado. Sus extravagantes vallas y sus comerciales excéntricos de televisión y de radio pronto fueron famosos. En sus anuncios de automóviles usados, él comercializó un modelo como el "día especial"; Muntz afirmó que sí el auto no se vendía ese día, él lo rompería en la televisión con una mandarria. Otro comercial de televisión de los autos usados de Montz fue "Los compro por menor y los vendo por mayor... ¡es más divertido de esa manera!" Sus comerciales generaron tanta publicidad que los comediantes como Bob Hope, Jack Benny y Steve Allen a menudo trataron de superarse entre sí durante las apariciones de televisión diciendo las bromas de "Madman". Los fanes de la Universidad del Sur de California decían el nombre de Muntz durante el medio tiempo como una broma.
Los lotes de autos de Muntz pronto se convirtieron en atracciones turísticas debido a la amplia publicidad de sus apariciones en la televisión. Una encuesta de 1946 por Panner Motor Tours revelaron que lo clasificaron en el séptimo lugar entre los lugares turísticos del sur de California. Muntz estaba dispuesto a correr grandes riesgos en sus intentos de generar publicidad. Duranta la época del Macarthismo, él le preguntó a uno de sus asesores, "¿Tú crees que haría las primeras páginas sí me uniera al Partido Comunista?"

## Muntz Jet

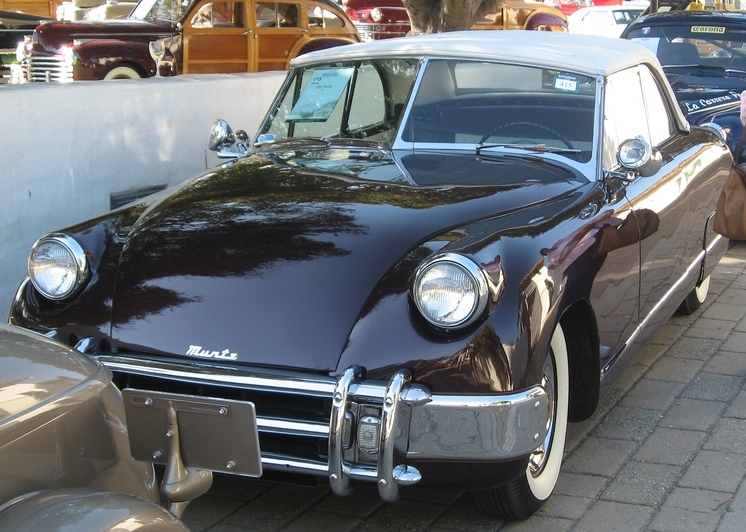
1953 Muntz Jet en una subasta de coches de Monterey, California.

En 1948, el diseñador de coches y fundador de Kurtis-Kraft, Frank Kurtis intentó comercializar un nuevo automóvil deportivo. Solo 36 unidades habían sido vendidas en 1950. En 1951, por solo $200,000, Kurtis vendió la licencia de los coches de fabricación a Muntz, quién rápidamente los rebautizó como el "Muntz Jet". La producción inicial del Jet tomó lugar en Glendale, dónde Muntz extendió las dos plazas del cuerpo del automóvil por 13 pulgadas (33 centímetros), haciéndolo de cuatro asientos, y cambió el motor de Ford V8 por un Cadillac V8.
Más tarde, después de hacer tan solo 28 Jets en California, Muntz trasladó la producción a una nueva fábrica en Evanston, Illinois, extendió el cuerpo más de tres pulgadas (8 centímetros), y reemplazó el motor V8 de Cadillac con el menos costoso de Lincoln V8.
El Jet apareció en la portada de la edición de septiembre de 1951 de Popular Science junto a un Jaguar y un MG. Se presentó con su propio diseño, con paneles de carrocería de aluminio y una fibra de vidrio superior desmontable. Los sistemas de pintura fueron extravagantes, con nombres como "Marte Rojo", "Azul Estratósfera", y "Cal Niebla", y las opciones del interior incluían piel de cocodrillo o de cuero español. El asiento trasero contenía un apoyabrazos y un bar completo.
El Jet era capaz de una velocidad máxima de 125 millas por hora (201 km/h) y una aceleración de 0-50 mph (0-80 km/h) en seis segundos, un logro significativo para un coche de carretera en el momento. El coche más rápido producido en 1953 fue el Pegaso Z-102 con 155 millas por hora (249 km/h). Quienes tenían Jet incluía a Frank Stanton de CBS, y los actores Mickey Rooney y Lash La Rue.
La mano de obra y los materiales necesarios para producir un Jet resultó estar en un precio alto por el producto final, y en 1954, después de vender cerca de 400 autos y perder $1,000 por cada uno, Muntz cerró la empresa. Hoy en día, los Muntz Jetz son coches de colección muy apreciados y son reconocidos como los predecesores del Chevrolet Corvette y eñ Ford Thunderbird.

## Muntz TV

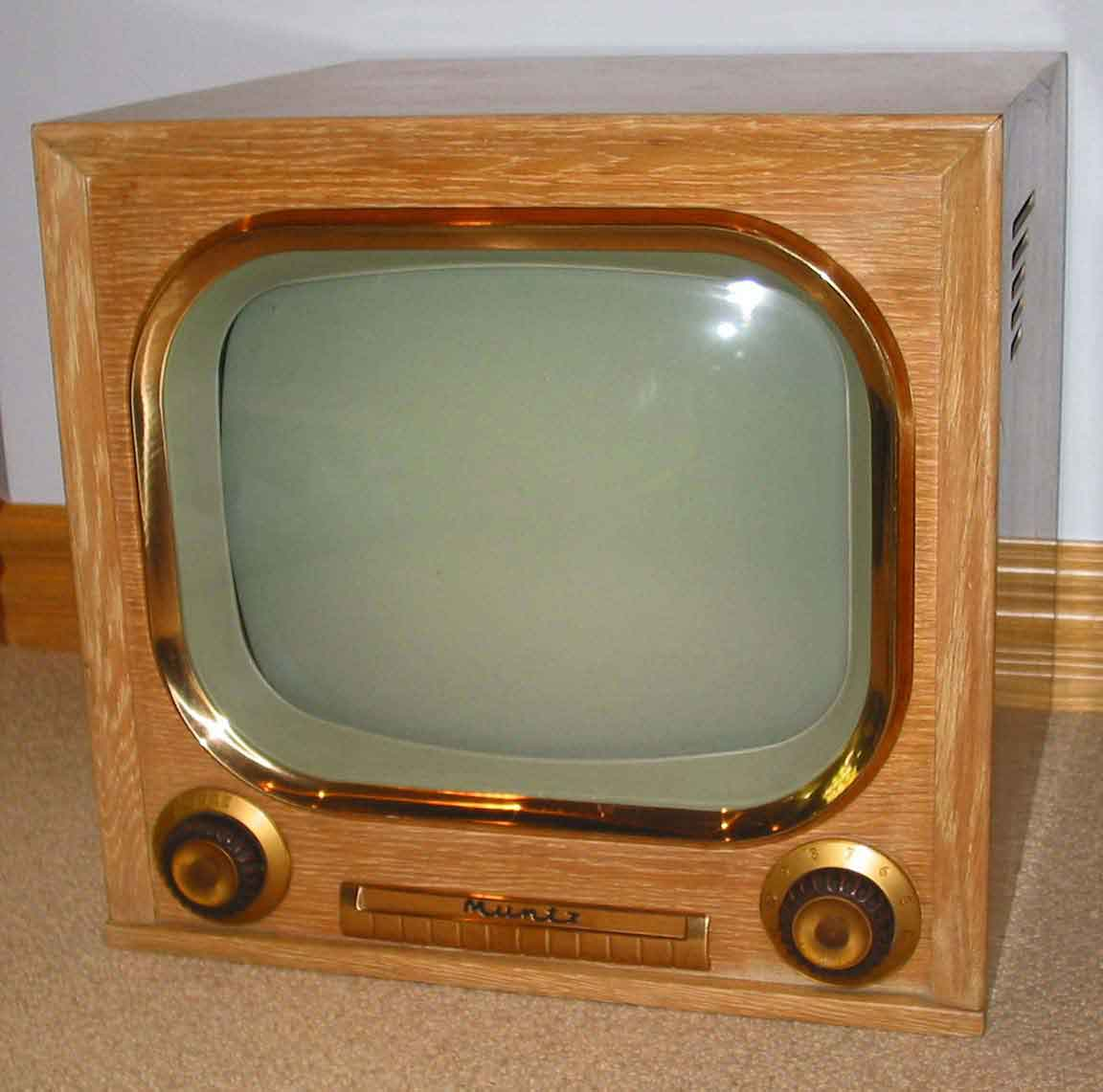
MuntzTV 1951

Muntz comenzó a hacer planes para vender receptores de televisión en 1946, y las ventas comenzaron en 1947. Muntz hacía de Madman en sus anunciós de televisión poco ortodoxos, pero en realidad él era un hombre de negocios astuto y un autodidáctico ingeniero eléctrico. Por ensayo y error, desarmando y estudiando las televisiones Philco, RCA y DuMont, él descubrió como reducir los componentes de los dispositivos eléctricos de sus números de funciones mínimas. Esta práctica se hizo conocida como "Muntzing".
En las décadas de 1940 y 1950, la mayoría de las marcas de receptores de televisión eran piezas complicadas de equipo, generalmente conteniendo 30 tubos de vacío, como también reóstato,s transformadores y otros componentes pesados. Como resultado, eran muy caros: el receptor más barato de fabricación estadounidense antes de la Segunda Guerra Mundial que utiliza una pantalla de 3 pulgadas (8 centímetros) costaba $125, el equivalente a $1,863 en el 2007; el modelo más barato con una pantalla de 12 pulgadas (30 centímetros) costaba $445, el equivalente a $6,633 en el 2007. En 1954, aunque la televisión había existido en muchas formas por más de 40 años, solo el 55 por ciento de las casas de los Estados Unidos tenía un receptor. Por el contrario, ocho años después, el 90 por ciento de las casas de Estados Unidos tenía uno.
Muntz desarrolló una chasis de televisión que produce una imagen monocroma aceptable de 17 tubos. A menudo el llevaba un oar de máquinas de cortar alambre, y cuando él pensaba que uno de sus empleados estaban "haciendo mucha ingeniería" en un circuito, él comenzaría a cortar los componentes hasta que la imagen o el sonido deje de funcionar. En ese momento, él le diría al ingeniero, "Bueno, supongo que tendrás que poner la última parte de nuevo" y se alejaría.
Comercializado bajo el nombre "Muntz" por su compañía Muntz Tv, Inc., las unidades simplificadas fueron los primeros receptores de televisión de blanco y negro al por menor en los Estados Unidos por menos de $100. Muntz también fue el primer minorista en medir sus pantallas desde esquina a esquina en lugar de ancho.
Los receptores se vendieron bien y fueron fiables debido en parte a que los tubos creaban menos calor. Los sets funcionaban bien en áreas metropolitanas donde había torres de transmisión de televisión y las señales eran fuertes. Trabajaban mal con las señales más débiles, ya que la mayoría de los componentes que Muntz había removido estaban destinadas a mejorar el rendimiento en las zonas marginales.
Muchos edificios de apartamentos urbanos tenían reglas que prohibían la televisión con antenas externas, y la instalación de una antena, incluso sí se permitía, costaba $150. Muntz resolvió este problema agregando una antena integrada a los receptores. En 1952, Muntz TV Inc. recaudó $49.9 millones de dólares.
Muntz continuó con su persona "Madman" en muchos de sus anuncios. En un comercial de televisión que normalmente salía al aire después de The Ed Sullivan Show, Muntz, vestido en calzoncillos largos rojos y con un sombrero de Napoleón, promovió su nuevas televisiones de 14 pulgadas (36 centímetros) diciendo, "Quiero darlas, pero la señora Mutz no me deja. ¡Ella está loca!" Otro comercial de televisión presentó una banda con una letra sobre las televisiones de Muntz y animaciones incorporadas por Oskar Fischinger.
Sus comerciales de radio, que Muntz ponía 170 veces al día, inicialmente seguía con un tema musical en torno al nombre de Muntz. Sin embargo, pronto convenció a las radios en publicar más anuncios acorde a su personalidad. En un anuncio, Muntz gritaba "¡Deja de mirar a tú radio!". Él siguií sus anuncios de radio con una campaña de correo cirecto, recogiendo miles de correos a clientes potenciales con una nota diciendo: "¡Llámanos y nosotros nos presentaremos con el resto del set!"
Algunas fuentes acreditan a Muntz con la invención de la abreviatura "TV". Muntz utilizó una escritura en el cielo como una de las tácticas de su comercialización, pero, después de ver uno de sus anuncios siendo creados, él notó que las letras comenzaban a borrarse y se disipaban antes de que el piloto pudiera terminar de deletrear "Muntz Televisions." Así que Muntz inventó la abreviación "TV". Sin embargo, "TV" había sido utilizado anteriormente en estaciones de televisión, como WCBS-TV, que adoptó las letras en 1946. Muntz nombró a su hija "Tee Vee", aunque ella normalmente fue por "Teen" y luego, "Tee".

## Audio y video: 1954-1985
Con el advenimiento de la televisión a color a mediados del decenio de 1950, el mercado de receptores en blanco y negro se redujo. Los acreedores de Muntz se negaron a proporcionar financiación adicional en 1954. Muntz admitió que su negocio perdió $1,457,000 desde abril hasta agosto de 1953, y aunque trató de reorganizarse, Muntz TV se declaró en bancarrota y dejó de funcionar en 1959. Sin embargo, el éxito de Muntz continuó en la venta de automóviles y aparatos electrónicos de consumo general.

### Cartucho de 4 pistas
Con el intento de combinar sus dos líneas principales de productos, autos y equipos de sonido, Muntz inventó el Muntz Stéreo-Pak de un cartucho de 4 pistas. El cartucho fue el antecesor director de los cartuchos de 8 pistas, luego desarrollado por el inventor americano Bill Lear. El cartucho del Stéreo-Pak se basó en el cartucho sin fin de ciclo Fidelapac, que estaba siendo utilizado por las estaciones de radio, diseñado por el inventor Georg Eash. Muntz eligió la grabación estéreo como una característica estándar debido a su amplia disponibilidad.
Antes de que Muntz desarrollara el Stéreo-Pak, las únicas unidades en autos capaz de reproducir fueron basadas en gramófonos, como en Highway Hi-Fi inventado por Peter Goldmark. Estas unidades tocaban 16 2/3 discos o 45 rpm, sin embargo, tendieron a saltar cuando el vehículo golpeaba una piedra en el camino.
Muntz diseñó un reproductor de cinta estéreo llamado Autostereo para autos y se habían fabricado en Japón. El Autostereo podía tocar un álbum entero sin cambiar las canciones o girar la cinta, no sufría de saltos en la cinta o un desgaste prematuro en el gramófono-los números de botones y controles se redujeron al mínimo para permitir al conductor concentrarse en la carretera.
El reproductor de cinta dio el control a los clientes a escuchar sus experiencias, porque las cintas nunca salieron en publicidades o anuncios en un servicio público, a diferencia de los programas de radio. Muntz vendió los reproductores y los cartuchos de sus propias tiendas a través de franquicias en Florida y Texas.
Los productos de audio de Muntz eran tan rentables en 1962 que él canceló sus contratos con las empresas para duplicar las cintas y fundó su propia compañía para fabricar los cartuchos pregrabados Stéreo-Pak. La mayoría de las compañías discográficas no fabricaban los cartuchos de Stéreo-Pak ellos mismos; sin embargo, la Compañía Electrónica Muntz licenció música de todos los grandes sellos discográficos y emitieron cientos de cintas en la segunda mitad de la década de 1960. Muntz exhibió sus reproductores Autostereo y los cartuchos Stéreo-Pak bajo el nombre comercial Stereo-Pak en el Consumer Electronics Show de 1967.
El reproductor Autostereo, que se vendió al por menor desde $129 en 1963, fue una adición popular al mercado de accesorios para automóviles entre las colinas de Beverly Hills. Frank Sinatra usaba uno en su Buick Riviera, Dean Martin en su Coorvette, y Peter Lawford en su Ghia. James Garner, Red Skelton y Lawrence Welk también usaron los reproductores Autostereo en sus autos. Barry Goldwater compró uno para su hijo, y Jerry Lewis grabó sus guiones en los cartuchos Stéreo-Pak para aprender sus líneas mientras conducía.
Muntz intentó establecer una imagen moderna, una imagen de moda para sus reproductores y cartuchos. Sus anuncios impresos a menudo mostraban el reproductor instalado en un automóvil deportivo y usualmente incorporaban a una mujer modelo atractiva con un eslogan sugerente. La mayoría de sus empleados en sus tiendas de California eran mujeres jóvenes atractivas vestidas con ropa demasiado brillantes.
Bill Lear distribuyó el Stéreo-Park en 1963, con la intención de instalar las unidades en su avión Learjet. Sin embargo, él pronto decidió volver a diseñar y personalizar las unidades para satisfacer sus propios deseos, el resultado de esto se convirtió en el Stereo 8. El mercado para el cartucho de 4 pistas de Muntz se había desvanecido en 1970 debido a la competencia de Stereo 8, que redujo los costos usando menos cinta magnética y un mecanismo de cartucho menos complejo. Aunque el sistema de 4 pistas tuvo mayor fidelidad desde que la velocidad de la cinta era el doble de la velocidad del sistema de Stereo 8 (y el 4 pistas tenía cabezas más amplias para un mejor ancho de banda), el Stereo 8 rápidamente se convirtió en el formato dominante para los sistemas de estéreo en automóviles durante 1960. La compañía Ford Motor comenzó a colocar los reproductores de Stereo 8 en sus automóviles de 1965, y se convirtió en una opción estándar en 1966.
En una entrevista en el diario The Videophile, Muntz reveló el mayor problema para el negocio de Stereo-Pak que fue devuelto a la mercancía. Él explicó que cuando se reproducía el trabajo de artistas grandes como The Beatles, el Stereo-Pak tenía que hacer cientos de miles de cartuchos. Pero una vez que un álbum popular se hizo nenos popular, los minoristas devolvieron los cartuchos sin vender, esperando el crédito hacia los nuevos títulos. Muntz no estaba preparado para las devoluciones y dijo que el enorme costo de la mercancía no vendida finalmente hizo su negocio en Stereo-Pak.

### Video
A finales de 1970, Muntz cerró su negocio de Stereo-Pak después de que un incendio gravemente dañara sus oficinas principales. Entró en el creciente mercado de video casero. A mediados de 1970, Muntz pensó en la idea de tomar un tubo de rayo catódico Sony de 15 pulgadas (38 centímetros) como receptor de televisión, encajándolo con un lente especial y un espejo reflector, luego proyectando la imagen ampliada en una pantalla más grande. Colocó estas unidades primitivas en una consola de madera grande, haciéndolo uno de los primeros receptores exitosos proyectados en televisión y comercialozados para uso doméstico.
Los receptores fueron construidos en la sede de Muntz en Van Nuyz, California, las ventas en Estados Unidos en Sony no sabía que Muntz estaba tratando directamente con el departamento de Sony en Tokio, que lo llevó el chasis del televisor directamente. Gracias al talento de Muntz para la publicidad y autopromoción, en 1977 los receptores de proyección fue un negocio de varios millones de dólares. Muntz fue rápido en aplicar Betamax como también en JVC y grabadores VHS en sus tiendas, creando una sala de exposición para demostrar el potencial de "una experiencia de cine en casa."
En 1979, Muntz decidió vender cintas en blanco y los reproductores de vídeo ya que eran líderes de pérdida para atraer clientes a su sala de exposición, donde él trataría de vender sus sistemas de proyección de televisión. Su éxito continuó a través de 1980, hasta que él invirtió en una videocasetera compacta, un sistema de 1/4 pulgadas (0.6 centímetros) diseñado para competir con Betamax, VHS, y el sistema de película casera Súper 8. La videocasetera El formato de videocasetera compacta falló en el mercado, las ventas fueron rápidamente erosionadas, y la tienda de Muntz cerró poco después.

## Últimos años
Poco antes de morir de cáncer de pulmón en 1987, Muntz centró su negocio de venta de teléfonos celulares, antenas parabólicas, una empresa de alquiler de autocaravana apodado "Muntz Motor Mansions", y casas prefabricadas de aluminio. Él fue noticia en febrero de 1985 por ser el primer minorista en ofrecer un celular Hitachi por menos de $1,000, cuando dos días antes la mayoría de los teléfonos celulares costaban cerca de $3,000. Al momento de su muerte, él era el principal distribuidor de teléfonos celulares en Los Ángeles.
Durante sus últimos años, Muntz conducía un Lincoln Continental con una televisión instalada en el saplicadero: Muntz afirmó que le ayudó a "conducir mejor".
Después de su muerte, sus hijos, James y Tee, continuaron administrando las dos tiendas Muntz en Van Nuys y Newhall; el resto de las tiendas fueron negocios franquiciados. James empleó las técnicas de su padre en crear anuncios llamativos con precios que molesta tanto a sus competidores que se refieren a ellos como "asesinos".

## Legado
El método "Madman" iniciado por Mutz fue más tarde copiado por otros minoristas, incluyendo el vendedor de autos de California Cal Worthington y la cadena de electrónica de Nueva York, Crazy Eddie. En los comerciales de televisión de Crazy Eddie, la personalidad de radio Jerry Carroll saltó a la cámara y saltaba alrededor mientras parloteaba a alta velocidad, siempre terminando con la frase, "Crazy Eddie: ¡Nuestros precios son locos!". Como resultado de los comerciales de Crazy Eddie, Carroll se convirtió en un ícono importante de los años 80, incluso apareciendo en la película Splash.
El impacto cultural de Muntz fue comentado en las novelas, incluyendo en libros infantiles como The Neddiad: How Neddie Took The Train, Went To Hollywood, And Saved Civilization por Daniel Manus Pinkwater, en The Lost Get-Back Boggie por James Lee Burke, y Four Roses in Three Acts por Franklin Mason.
Una producción llamada Madman Muntz: American Maverick fue proyectada en festivales de cine en el 2007. Fue dirigida por Dan Bunker y Judy ver Mher, fue producida por Jim Castoro, un propietario de un Mutnz Jet original. La película fue una selección oficial en el 2005 en el festival San Fernando Valley International Film y en Ole Muddy Film Festival. La película documenta la vida de Muntz, aplicando atención particular en su carrera de colores, e incluye entrevistas con personas quiénes lo conocían y escenas de video en su casa por sus hijos.
El documental de KCET de 1997 More Things That Aren't Here Anymore tiene un segmento de Muntz y se transmite de forma regular durante períodos.
En el 2001, Madman Muntz fue incluido póstumamente en el Salón de Electrónica de Consumo de Fama.